# アポロ計画陰謀論
アポロ計画陰謀論（アポロけいかくいんぼうろん）とは、アメリカ合衆国が航空宇宙局（NASA）を中心として1960年代から1970年代に行ったアポロ計画（人類の月面着陸計画）に関して、NASAが公式に行った発表とは異なる真実があったとする説のことである。

## 陰謀論の主な種類
陰謀説には大きく分けて以下の2種類のものがある。
捏造説・ムーンホークス (Moon Hoax) 説
人類が月面着陸したというのは、アメリカの嘘（でっち上げ）であるという説。Hoaxは「インチキ」ないし「でっち上げ」の意味。
遭遇隠蔽説
月面着陸した際、宇宙飛行士が一般的に公表されていることとは別のもの（宇宙人やUFOなど）を見たが、それをアメリカは隠蔽しているとする説。

## 捏造説
フィクションやジョークの類ではなく、事実としてアポロ計画捏造説を主張した最初の出版物はビル・ケイシングが1974年に出版した “We Never Went to the Moon”（我々は月に行ってなどいない）であるとされている。自費出版系の出版社から発行されたこの本は、著者の主張によれば3万部が売れたという。
キリスト教根本主義の一派である地球平面協会（地球は球ではなく聖書にあるとおり平らであると主張する団体）は、月着陸が捏造だとNASAを弾劾した最初の組織であり、1972年から2001年の協会代表だったチャールズ・ジョンソンは「SF作家のアーサー・C・クラークが脚本を書いて、ハリウッドのスタッフがアリゾナで撮影した」と主張していた。
アポロ計画陰謀論に関連する映画として、アメリカによる有人火星探査を描いたSF映画『カプリコン・1』（1977年、英、監督ピーター・ハイアムズ）がある（アメリカの威信をかけた有人火星探査に失敗したNASAが、それを隠すため、室内に火星セットを作り、火星への着陸シーンを撮影するというもの）。同年にイギリスではエイプリルフールのジョーク番組として『第三の選択』（製作アングリアTV）が放映された（放映日は6月20日）。これは、宇宙飛行士の名前をわざと間違えている、登場人物を演じた俳優名が役名ともにキャストロールで明記されている、製作年月日が4月1日になっているなど、注意して見れば番組そのものが冗談だと分かるようになっていた。この番組はアメリカでも放映され、真に受ける視聴者が続出した。日本では同年フジテレビの深夜枠で「この番組は本年4月1日にイギリスで放送されて大反響を巻き起こしました」という前振りを入れて放映されたが、番組を観た視聴者から新聞社や放送局に問合せが殺到し、慌てたフジテレビではジョーク番組であった旨のコメントを発表した。1982年1月21日に日本テレビ「木曜スペシャル」枠で放映されたが、視聴者がジョーク番組だとわかるための手がかりであるエンドクレジットがカットされて放映された（口頭でエイプリルフールである旨を伝えている）。1991年8月28日には同番組がフジテレビで放映されたが、このときは放送の最後に「4月1日」と日本語のテロップで表示されていた。
2000年代初め、テレビ朝日がバラエティ番組『不思議どっとテレビ。これマジ!?』でアポロ計画陰謀説を紹介し、エドウィン・オルドリン宇宙飛行士など関係者に取材するなどした後、数度にわたって番組を放送したが、番組を観た視聴者から編集方法に偏りがあるとの苦情が放送と青少年に関する委員会へ寄せられ、委員会よりテレビ朝日へ苦情に対する回答要請が出された。
テレビ朝日は、2003年の大みそかに放送した『ビートたけしの世界はこうしてダマされた!?』の中で、フランスのテレビ局が制作した『Opération Lune』という番組を紹介した。その内容は、アメリカ合衆国国防長官ドナルド・ラムズフェルドを始めとするアメリカ高官が、アポロ計画を捏造するために『2001年宇宙の旅』を監督したスタンリー・キューブリックに月面の映像作成を依頼したと告白するというものであったが、この番組はアメリカの高官の発言の合間に役者の演じる架空の人物（名前は映画の登場人物名や俳優の本名をもじったもの）の発言を挟むことで、高官が実際には言っていないことを言っているかのように錯覚させる「フェイク・ドキュメンタリー」と呼ばれるフィクション作品である。『ビートたけしの世界はこうしてダマされた!?』司会の江口ともみも、『Opération Lune』の紹介が終わったあとで「この番組はエイプリルフール用に作られた冗談番組です」と明言している。日本の陰謀論者の中には、自分の著作やコラムでこの番組を論拠とし、中華人民共和国が予定する嫦娥計画が人類初の月面着陸となるであろう、と主張する者もいる。
キリスト教文化がそれほど浸透していない日本では、アメリカ同時多発テロ事件陰謀説等と同様に反米主義を前提とした陰謀論や科学技術に対する無理解・懐疑と関連して唱えられることが多い。副島隆彦は2003年に自身のブログでアポロ計画がアメリカ政府による情報操作の具体例であると主張、2004年にそれを『人類の月面着陸は無かったろう論』として出版した。しかしブログに掲載された段階から静止衛星やロケットの原理など、一般的な基礎知識や初歩的科学に基づく部分だけでも多くの間違いがあることや調査不足であることがネット上で多く指摘され、2005年のと学会による「日本トンデモ本大賞」に選定されている。またその年末にと学会は『人類の月面着陸はあったんだ論―と学会レポート』を出版し、これらのテレビ番組で取り上げられた内容や『人類の月面着陸は無かったろう論』の記述の中の科学的に誤った箇所について指摘を行った。
テレビ東京系で2008年7月1日に放送された『新説!?日本ミステリー 2時間スペシャル』では「ミステリー 其の十七 アポロ11号はやはり月に着陸していなかった!?」としてこの説を取り上げた。この中で高野誠鮮（番組内での肩書きは金沢大学科学史講師）が月面着陸の映像は本物であるとし、副島隆彦と大槻義彦が捏造であるという主張をした。
宇宙開発関係の専門家でアポロ捏造説を批判したものはいるが、支持すると表明したものは今のところ存在しない。バラエティ番組やジョーク番組には登場するが、ニュース番組や科学評論ではまじめに扱われてはいない。

### アポロ計画捏造説の沿革
- 1969年7月20日 アポロ11号が月面着陸。
- 1970年 日本で草川隆がSF小説として、『アポロは月へ行かなかった』を発表。
- 1972年 アポロ17号をもってアポロ計画終了。
- 1976年 アメリカのビル・ケイシングが『We never Went to the moon』を発表。陰謀論の端緒とされる。
- 1977年 アメリカで映画『カプリコン・1』公開、イギリスでテレビ番組『第三の選択』放送。陰謀論を信じるものを増やした要因になったとされる。
- 1992年 アメリカでラルフ・ムネが『NASA mooned America?』を刊行。
- 1997年 イギリスでオカルト雑誌の『Fortean Times』が捏造説を取り上げる（デイビット・パーシーが原案を記す）ものの、読者の抗議により3号後に訂正記事を発表。
- 1999年 イギリスでデビッド・パーシーとメアリー・ベネットが、書籍『Dark Moon : Apollo and the whistle - Blowers』を刊行。
- 2000年 パーシーとベネット、ビデオ『What Happened on the Moon』を販売。
- 2001年 『Dark Moon : Apollo and the whistle - Blowers』がアメリカで販売。映像監督の、バート・シブレルが、アメリカでビデオ『A funny Thing Happened On The Way To The Moon』を販売。FOXテレビもこれを題材に、『Conspiracy theory : Did We Go to the Moon?』を放映。
- 2002年 テレビ朝日の『不思議どっとテレビ。これマジ!?』にて、5回にわたりFOXテレビの放送内容を元にし、アポロ陰謀論を主張。朝日新聞社から『アポロってほんとうに月へ行ったの?』刊行。『Dark Moon : Apollo and the whistle - Blowers』の日本語訳版『アポロは月に行ったのか?』が日本で販売。4月1日（エイプリルフール）には、フランスにてジョーク番組の『Opération Lune』を放送。大晦日には、テレビ朝日は『Opération Lune』がジョーク番組であるという部分を意図的に隠して『ビートたけしの世界はこうしてダマされた!?』で、アポロ陰謀説を展開。この年バート・シブレルがバズ・オルドリンにインタビューを行い、オルドリンに暴行を受ける事件が発生（バート・シブレル#オルドリン事件を参考）。
- 2003年 副島隆彦が自身のブログでアポロ陰謀説を主張。この年末には、『ビートたけしの世界はこうしてダマされた!?』で前述した『Opération Lune』の和訳版を一部放送。
- 2004年 と学会が『トンデモ本の世界S』で陰謀説を否定的に取り上げる（記事は山本弘）[9]。副島隆彦が、ブログの記述を一部直した上で『人類の月面着陸は無かったろう論』を刊行[10]
- 2005年 と学会が、『人類の月面着陸は無かったろう論』を2004年の日本トンデモ本大賞に選定。年末には、同会の主要メンバーである山本弘、植木不等式、江藤巌、志水一夫、皆神龍太郎の5名共同で、『人類の月面着陸はあったんだ論―と学会レポート』を刊行する。
- 2008年5月 日本の宇宙探査機（月周回衛星）かぐやが、アポロ15号の着陸船のロケット噴射によるクレーターを撮影。これにより、アポロ宇宙船が実際に月に着陸したことが確認された。
- 同年 アメリカのケーブルテレビ・ディスカバリーチャンネルの番組『MythBusters』（邦題『怪しい伝説』）Episode 104 – "NASA Moon Landing"において月着陸捏造説が登場。捏造派の主張する疑問点を実際に実験して検証し、NASAの捏造ではないと結論を出した[11]。この回は『月面着陸の嘘ホント』というサブタイトルで日本のディスカバリーチャンネルでも放映されている。地上波では、2011年3月21日に日本テレビ系の世界まる見え!テレビ特捜部にて一部放送された。
- 2009年7月 アメリカ航空宇宙局（NASA）は月探査機「ルナー・リコネサンス・オービター（LRO）」によって撮影されたアポロ11号、14号、15号、16号、17号の5つの着陸地点の画像を公開した。月着陸船とその影が鮮明に写っているほか、特に撮影のタイミングの良かったアポロ14号の着陸地点では、月面に置かれた科学装置や宇宙飛行士の足跡と推測される画像も捉えられている。
- 2011年9月 アメリカ航空宇宙局（NASA）はLROによって撮影されたアポロ12号、14号、17号の3つの着陸地点の画像を公開した。高度を前回の50kmから、半分未満の21kmにまで下げて撮影したため、2009年7月に撮られた写真よりも解像度の高い写真が得られた[12]。
- 2024年 アメリカで映画『フライ・ミー・トゥ・ザ・ムーン』が公開[13]。

### 捏造説の主な根拠とそれに対する反論
捏造を主張する者の多くは、アポロ計画において撮影された写真において矛盾点が散見されるということ、あるいは当時の科学・技術水準を考慮すると、月面への往復は不可能ではないかという推論を、その根拠にしている。実際はその多くが科学的無知や事実誤認に由来する物であり、これに対してアメリカではNASA当局や民間テレビ局、日本では科学者有志やと学会など、いくらかの機関・協会が反論を上げている。
| 捏造派の主張 | それに対する反論 |
| --- | --- |
| 写真・映像に関するもの | |
| 月面で撮影されたはずの写真なのに、空に星が写っていないのはなぜか。 | 星が写真に写っていないのは、撮られた時間が月の昼間に当たる時間であり、太陽光が当たって輝いている地表に露出を合わせているからで、写っている方がむしろおかしい（地球上でも天体写真を撮る際には、星に露出を合わせなければ撮れない）。 |
| 月面は真空であるはずなのに、写真や映像に写っている星条旗がはためいているのはなぜか。 | 星条旗を地表へねじ込むときにポールを動かすので、真空中でもその反動で旗は動く（映像では、ポールに触れてしばらくの間しか旗が動いていない）。真空中では空気の抵抗が存在しないため、地球上よりも旗が動きやすいし、一度動き出した旗はなかなか止まらない。宇宙飛行士は格好よく見せようとあえてそれによって生じたしわを伸ばさなかったため、写真では飛行士が触っていない旗もまるではためいているかのように見えている。なお、日本ではアポロ着陸前に、旗にワイヤーが仕込まれているという報道が1969年（昭和44年）7月5日付の読売新聞に掲載されたが、その報道内容は事実と異なり、実際には伸縮式の水平材でナイロンの旗面を上から支える設計になっていた。                                                        |
| アポロ11号でアームストロング船長が月面に最初の一歩を印そうと梯子を降りていく映像が無人のはずの月面から捉えられているのはなぜか。 | 11号の月着陸船には、まさにその映像を捉えるために昇降梯子の横のMESA装備収納ハッチにテレビカメラが装備されていた。 |
| アポロ11号の最初の足跡の写真も、真空で水のない月面の砂に印されたにしては型崩れもなくハッキリしすぎている。 | 水も空気も存在しない月面の砂（レゴリス）は、粒が細かい上に侵食を受けていないため丸まっておらず、地球の砂に比べて非常に固まりやすい性質がある。 |
| 月着陸船の影に当たる部分も、はっきりと写真に写っているのはなぜか。 | 月の表面の砂は、光が入ってきたのと同じ方向に強い反射（再帰性反射）をする性質があり、太陽光が砂に反射して、レフ板のようにそれらを照らしているからである。 |
| 影の方向が、写真内でバラバラになっていたり、長さが違うのはなぜか。光源が複数あるためではないのか。 | 写真という2次元上の表現では、遠近法により影が平行であってもそう見えないときがある。また地表の傾きに差があった場合などは、影の長さが変わっても何ら不自然ではない。そもそも光源が複数ある場合、影は方向がばらつくのではなく、1つの物体に対して複数発生してしまうが、複数の影が写った写真は存在しない。 |
| 月面に着陸船が下りる際、噴射の反動で大きなクレーターができるはずなのに、それが写っていないのはなぜか。 | 月の表面の土は固く、さらに着陸船はスロットルを緩めて前に滑るようなかたちでゆっくり着地したため、クレーターができるほどの衝撃とはならなかった。 |
| 月面で宇宙飛行士が楽しそうにジャンプしている映像があるが、重力が弱く真空の月面でジャンプすれば空高く飛ばされるはずであるが、なぜ飛ばされないのか。 | 宇宙服の質量（地球上での重量）は約80kgあり、月面でも重量は約13kgwになる。また関節なども曲がりにくくなっており、高くジャンプするようなことは不可能である。 |
| 宇宙飛行士の背中の箱に、飛行士を吊り下げるワイヤーらしきものが見える。 | フィルムの傷かアンテナのようにも見える。いずれにしろ吊り下げるには重心から外れている。 |
| アポロ11号で月面着陸当日に撮影されたという映像と、翌日4km離れた場所で撮影されたという映像の背景（石の形状や配置など）を重ね合わせると、非常に酷似している。 | 月では遠近感がわかりづらいが、山や岩が十分遠くにあれば、ある程度移動してもその見え方は変わらない。またそもそも映像が翌日に別の場所で撮影されたという明確な根拠も示されていない。 |
| 月面の宇宙飛行士の動きを倍速にして見ると、地球での人間とまったく変わらない動きになる。 | 月の重力は地球の1/6であり、地球と比較した物体の落下時間はその平方根に反比例した約2.44倍となるから、倍速の映像と似ているのは当然。また重力差の影響で、ステップの踏み方など地球上のそれとは明らかに似ていない行動を見せる部分もある。 |
| アポロ計画で使われたカメラには、被写体の大きさを測るために十字が刻まれているが、そのいくつかが欠けている写真がある。 | 十字が消えているのは写真の被写体が白い場合であり、黒い十字が強い白色の露出によって消されてしまったことで生じたものである。 |
| 月面の石に「C」の文字らしきものが書かれているのが写っている写真があるが、石をセットの小道具として配置した際のミスではないのか。 | 「C」の文字らしきものが写っているのはジョンソン宇宙センターのイメージライブラリにある写真だが、NASAに保管されているオリジナル写真ではそれが写っていない。また石と文字らしきものではフォーカスの合い方も異なっていることから、焼き増しの際に紛れ込んだホコリか髪の毛の可能性が高い。 |
| 前景（月面）と遠景（山地）の間に境目の線が写っている写真があるが、山地を背景に描いたセットを用いて撮影した跡ではないのか。 | 境目の線は月の地平線である。月では空気がないため距離感が失われやすく、また地球より小さい月では地平線がより間近にあることから、地球の風景に慣れていると月の風景は一見不自然に感じることがある。 |
| 月で撮影された写真はどれも露出・構図が完璧なものとなっているが、手袋をはめた状態でファインダーのないカメラで撮影した写真が、このような完璧なものばかりとなるのは不自然である。 | 宇宙飛行士はアポロ計画の宣伝性という面から、月面の写真を撮るための練習を多く重ねており、カメラについて熟知していたものと思われる。また公開されている写真が良好な状態のものに限られているだけであって、実際には失敗した写真も数多くある。NASAのアーカイブでは失敗した写真を見ることもできる。 |
| 科学・技術に関するもの | |
| 月へ往復する際、ヴァン・アレン帯（1958年発見）と呼ばれる放射線帯を通過する必要があるが、1960年代の技術でそれを防げたのか。 | ヴァン・アレン帯の成分は陽子と電子である。かつては確かに放射線が宇宙飛行士へ障害を及ぼすのではないかと思われた時期があったが、その通過時間が短いことや、宇宙船および宇宙服でほとんどが遮断できるため、大きな問題とはならない。 |
| 月面の温度は日中ではかなりの高温になるはずだが、それに宇宙飛行士は耐えられないのではないか。また、カメラも故障してしまうのではないか。月面での写真撮影に用いられたのはハッセルブラッド500というカメラであるが、NASAの写真を見る限りこれがケースなどで覆われていない。月ではわずか2時間で摂氏130度から-150度まで温度が変化する。フィルムの薬品は摂氏50度で変化し、カメラ内で膨張することでレンズを壊してしまう。また-50度になればフィルムもレンズも凍りつき、こなごなになるはずだ。 | 月面の温度は120℃から160℃となるが、月面は真空であり熱が放射でしか伝わらず（真空の部分が断熱材となっている魔法瓶と同じ原理）、すぐにカメラなどには届かないため、大きな障害とはならない。また宇宙服にはそれら条件も考慮し、数十層にも及ぶさまざまな仕掛が施してあり、月面の環境でも問題とはならない。さらに宇宙飛行士が月に滞在したのは、月の1日では早朝から午前中にあたる気温が温暖なわずかな時間帯に過ぎない（月の自転速度は地球よりずっと遅い）。 |
| アポロ計画の中でも月面着陸に関するミッションのみ成功率が異常に高く、地球周辺の実験やその後の火星に送られる簡単な無人探査衛星は失敗続きだったのはなぜか。 | アポロ11号の前に、アポロ8号・10号が月へ有人飛行を行い、予行演習をしている（アポロ9号は地球衛星軌道上での月着陸船の試験）。また前身となるジェミニ計画を始め、実験は数多く行われており、その中に失敗が多くあるのは当然といえる。さらに当時は冷戦中であって、宇宙飛行士は（現役ないしは元）軍人が多く、生命をかけることをいとわない者だった。 |
| アポロ計画の後、アメリカが地球軌道より向こうへ人類を送っていないのはなぜか。 | 当時は冷戦下であったため、ソビエト連邦への対抗という目的（「宇宙開発競争」）のためには、無謀に見える行為を正当化することも、膨大な予算を用いることもできた。アポロ計画に用いられた予算は、約254億USドル（現在価値で1,350億ドル、日本円だと13兆円から14兆円）である。同計画が途中で打ち切られたのも、予算の問題が大きかったこと、月面探査の結果から予算に比して得るものが少なかったことによる。また2004年にジョージ・W・ブッシュ大統領が2010年代をめどに再び有人宇宙船を送る計画（コンステレーション計画）を立てたが、次代のバラク・オバマ大統領の代で計画は中止された。これは研究の軸足を長期的な技術開発に移すためであるとされている。                                                           |
| 地球の天文台や無人の月探査機から、アポロの痕跡が見えそうなものだが、報告されていないのはなぜか。 | 地球から38万km離れた月へ望遠鏡を向けたとしても、望遠鏡の分解能に限界があるためアポロの痕跡は写らない。また2000年代までに打ち上げられた月探査機に搭載されたカメラは、予算や積載可能限界の問題から性能が低いものが多く、アポロの痕跡を写せるほどの能力を有していなかった。2008年5月、解像度8mの「地形カメラ」を搭載したかぐやはぼんやりとした影にしか見えないものの、アポロ15号の噴射跡の写った映像を送信した。2009年7月には同じく月軌道を周回し、さらには高解像度のカメラ（解像度1.5m）を搭載したNASAのLRO(Lunar Reconnaissance Orbiter)が、着陸船から宇宙飛行士の足跡に至るまでくっきりと写ったアポロ11号・15号・16号・17号の着陸点の撮影に成功しており、捏造説を否定する強力な根拠となっている。 |
| 着陸船・司令船に組み込まれたアポロ誘導コンピュータの性能は、自動車や1980年代の家庭用ゲーム機より劣るのに、なぜこれで月まで航行することができたのか。 | アポロの軌道は事前に地上のコンピュータなどで計算されたものであって、アポロのコンピュータは主にそのデータを受け取って軌道を補正することが目的であるため、高度な機能は必要でない。さらに現行のコンピュータのように多様なデータ処理を目的に使用するのではなく、軌道補正のための数値処理に特化しているのであれば、かなり性能が低くても問題はない。また信頼性の問題から、宇宙船には現在でも枯れた技術のコンピュータが搭載されるのが普通である。 |
| 月面に設置されたというレーザー反射鏡を使った実験は、アメリカで行われたもの以外成功していないし、現在は行われていない（大槻義彦）。 | レーザー反射鏡を使った実験はアメリカ以外で成功していないというのは事実ではない。大出力のレーザーが必要であり、航空機の運航に影響しないよう配慮も必要なため簡単に行える実験ではないが、アメリカのマクドナルド天文台やフランスのグラース天文台等複数の天文台が月までの距離を計測している。そもそも地球から月までの距離は一定ではないため、計測は継続して行われている。月が徐々に地球から離れていることは理論的に推定されてはいたが、実際に確認できたのは、レーザーによる計測を長期間行っていたからである。2000年代になると測定機器の進歩もあってミリメートル単位の精度での観測が可能となり、重力定数の精密測定といったさまざまな研究への応用が可能となってきている。                                |
| レーザー反射鏡がなくても、月面で反射したレーザーを捕捉すれば実験に成功したことになる。従って、実験に成功した ＝ 反射鏡が設置されていることの証明とはならない | たしかにアマチュア無線の月面反射通信がある様にまったく不可能ではない。しかしレーザー反射鏡がない場合に月面で乱反射したレーザー光はとても微弱であり、地球上で捉えることは困難である。また、そもそも反射鏡がなければ月面の同一点からの反射光を用いた精度の高い観測を同一条件で行うことは不可能である。 |
| 仮にレーザー反射鏡が設置されており、反射に成功したとしても、レーザー光は往復とも地球の大気圏で屈折するため、精度の高い距離の測定は不可能である。従ってこのような実験には事実上意味がなく、反射鏡の実在や実験が実施された事実も疑わしい。 | 大気の屈折による測定誤差は計算により補正が可能である。各種天体観測ではコンピューターによる補正が行われるのが常識であり、そもそも天体観測技術とは補正の技術を含んだ概念である。 |
| レーザー反射鏡は無人の着陸船でも設置可能であるため、反射鏡の存在は有人月面着陸の傍証とはならない。 | 冷戦時代であり、東西の宇宙探査は両陣営によって監視されている。後世になって、反射鏡設置のためにアポロ着陸地点にアメリカが無人探査機を送り込んだなら、その行動はソ連によって透っ破抜かれることとなる。 |
| アポロ11号が持ち帰ったとされる月の石は、東京大学の研究で何の成果もあげられなかった。つまり、地球に存在する石と変わらなかったのはなぜか。 | 「月の石が地球の石と同じものである」と東京大学が発表したことはない。そのような発言をしたのは東大とは無関係であり、岩石学の専門家ではない大槻義彦早稲田大学名誉教授のみであり、それもテレビのバラエティ番組、ブログでの発言であって、学会などで発表したわけではない。また大槻の主張にはいくつかの事実誤認がある。詳細は月の石#月の石捏造説を参照。 |
| 伝説系のもの | |
| オーストラリアのパース周辺で、アポロの映像にコーラ瓶が映っていたと証言した者がいる。 | パース地方の噂については、実際にそのような映像が流れたと確認されたことはなく、都市伝説であることがほぼはっきりしている。 |
| アポロ1号の事故による3人の死亡者は、NASAの政策に反抗したための犠牲者ではないか。トーマス・ロナルド・バロンがアポロ計画は不可能であると証言し、500ページにおよぶレポートを提出したが、これは紛失。現状、公開されているのは50ページの縮尺版であり、しかもその内容にはNASAへの批判がなく、その部分は隠蔽されたのではないか。 | アポロ1号の事故原因については、詳しく調査書がまとめられている。またトーマス・ロナルド・バロンのレポートは、NASAがウェブ上で公開している。さらに『これマジ!?』では、遺族の「killed（事故死した）」という発言を「殺された」と訳すなど、陰謀を印象付けるために意図的な曲解を行った疑いもある。アポロ1号の司令船が火災事故を起こしかねない欠陥をあらかじめ持っていたという意味で「殺された」という表現がされることもある。 |
| その他 | |
| 米アポロ計画の貴重なデータを記録した磁気テープの原本700箱分も行方不明になったのは、何かの隠蔽工作ではないのか。 | 行方不明となった記録テープは、その後オーストラリアの大学で発見されており、隠蔽工作ではなく管理がずさんであっただけである。 |
| 資料の開示請求に、忘れた頃に応じるのはなぜか。隠蔽工作処理のためではないのか。 | 単に人手が足りないだけ。 |

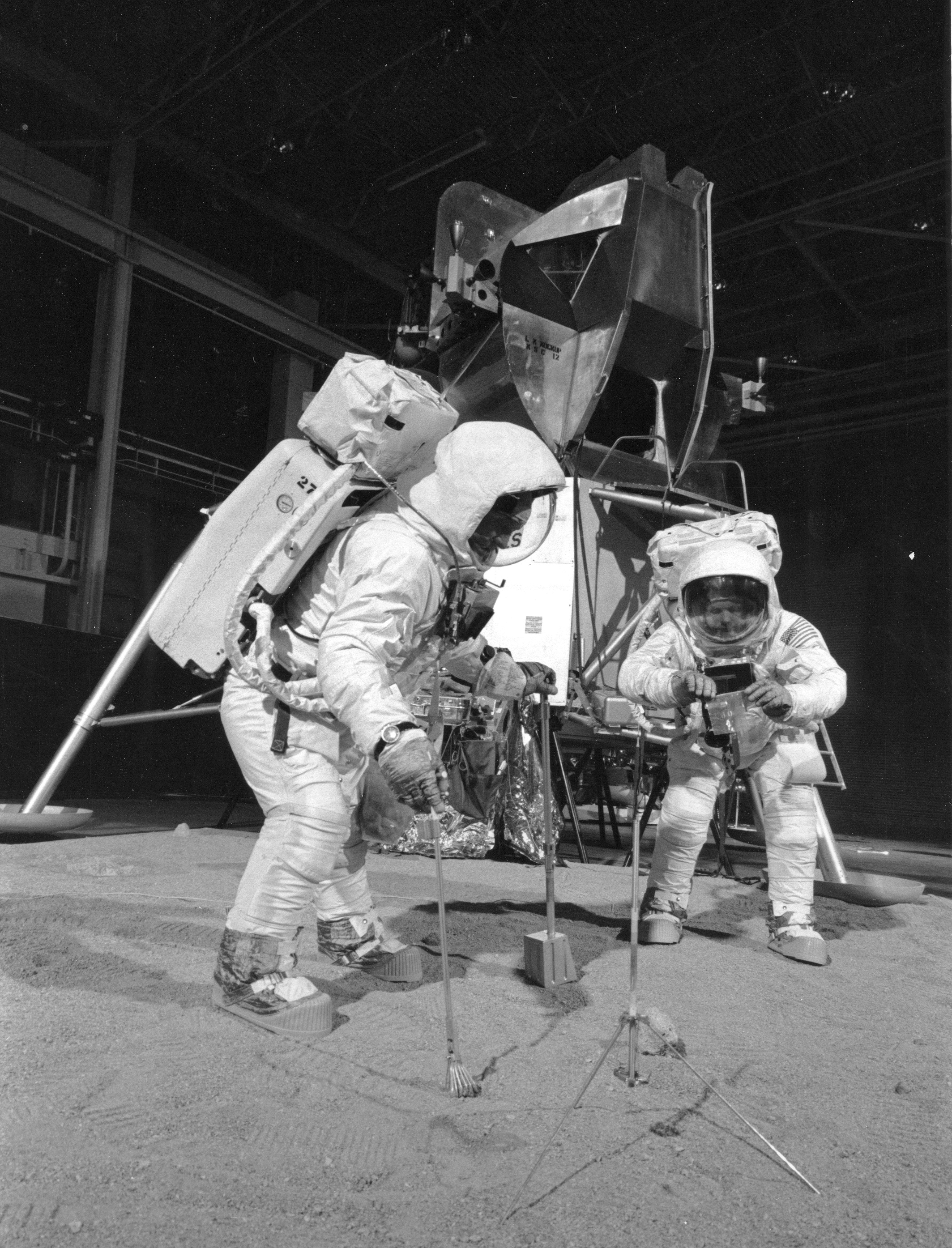
地上の模擬施設で月面活動の訓練を行うアポロ11号の飛行士達。捏造説では実際の「月面での映像」も同様に地球上で撮影された物と主張している。
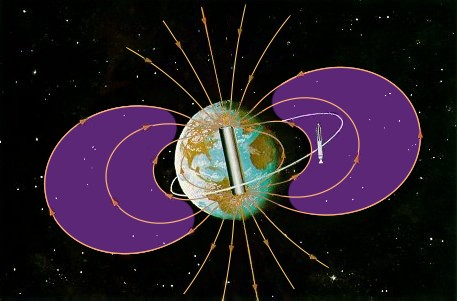
地球の周りを覆うように存在するヴァン・アレン帯
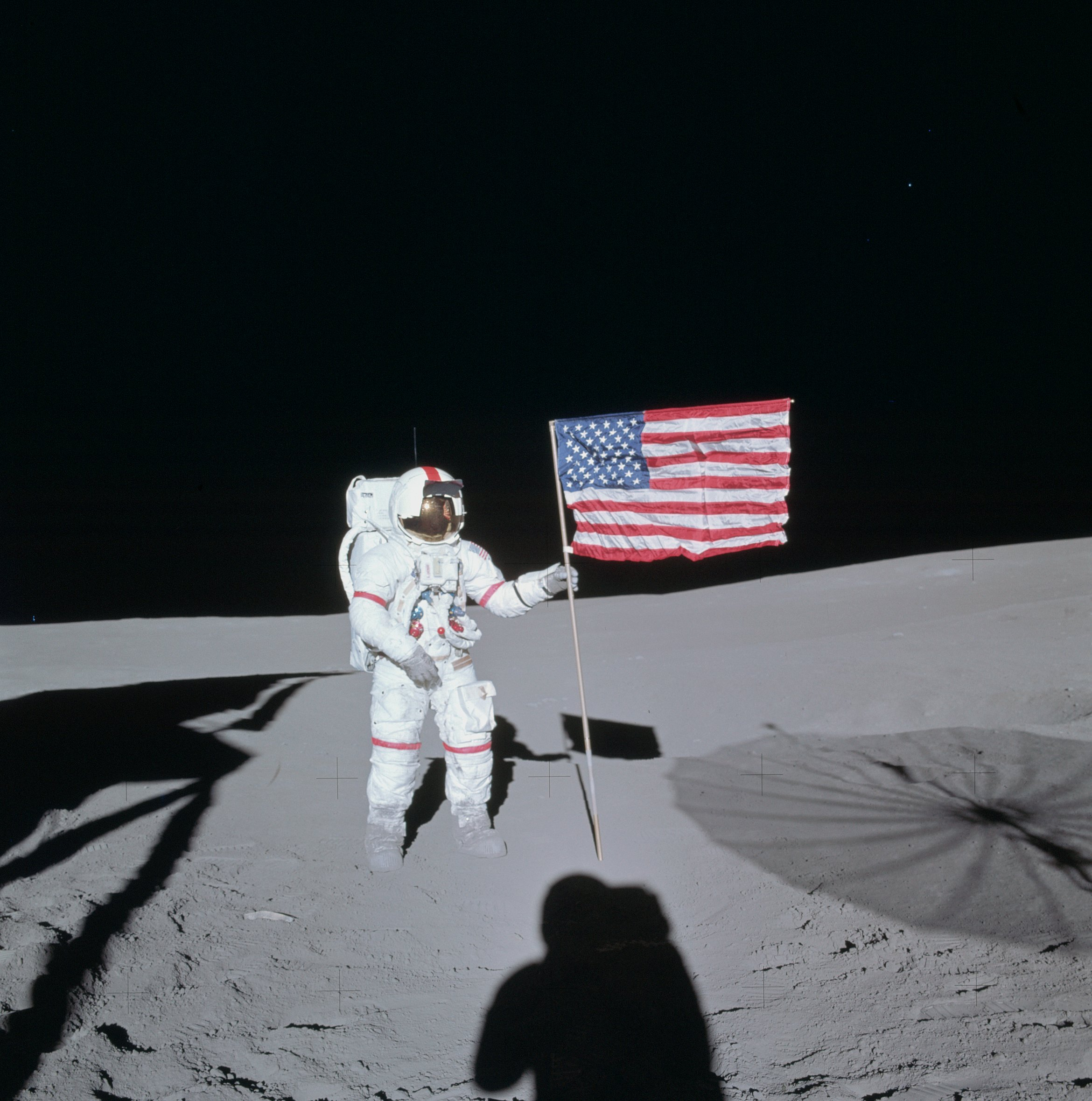
アポロ14号において宇宙飛行士が月面に立てた星条旗。なおこの写真でも背景に星は写っていない。

### 捏造説そのものに対する指摘
捏造説そのものに関しては、以下のような指摘もある。
- アポロ15号以降で使用されたLRV（月面車）が走行する映像では、舞い上がった砂が空気がないため煙を立てず、放物線を描いて落下している。CGのない当時、これを撮影するにはセット全体の空気を抜く必要があるが、そのような技術が当時存在したとの記録は一切ない。その他にも地球より直径の小さい、月面独特の現象が見られる。たとえば、テレビ番組で「セットの背景の継ぎ目が見える」として捏造の証拠とされたのは、地球よりも手前に位置する地平線である[31]。
- 月面車から宇宙飛行士が撮影した映像の中には、太陽光によって照らされた延々と続く月面を映したものがある。これを地球で撮影しようとした場合、夜間に太陽並みの強い一つのライトで照らされた[32]、広大な月面のセットを用いて撮影しなければならない。CGがない当時の時代背景、更に費用・技術面を考えるとセットでの撮影は現実的ではない。
- アポロ11号の映像を初めて受信したのは、アメリカからの依頼を受けたオーストラリアのパークス天文台[33]であるが、ここも陰謀に加担しているのだろうか。外国の者が陰謀に加担する必要があるのだろうか。
- アポロのミッションは国際的に注目を浴びており、アメリカの他にもヨーロッパ各国や日本などその同盟国、更には冷戦下においてアメリカの最大の対立国であったソ連、おまけに世界中のアマチュア無線家及び天文台なども、リアルタイムで宇宙船の観測や無線の傍受を行っていた[34]。これら全員を現在に至るまで騙すことはできるだろうか。
- 宇宙飛行士が月面に置いてきた地震計で月震の様子を1977年まで観測しており、同じくコーナーキューブのレーザー反射鏡を用いて月レーザー測距実験（地球・月間の距離測定）を世界各国で現在も行っているが、これらのデータも捏造だろうか。
- 陰謀を行うには、NASA・政府関係者をはじめ数〜数十万もの関係者を要することになる（臨時も含めると、アポロ計画のため約30〜40万人がNASAに雇用されている。オーストラリアなど周辺国にも関係者がいた）が、それら全ての人々に口封じを命じ、現在に至るまでそれを忠実に守り続けることは可能だろうか。
- アポロ11号の月面着陸の年の初めに民主党のリンドン・ジョンソン大統領が退任し共和党のリチャード・ニクソン大統領が就任しているが、「月面着陸を捏造する」計画についてジョンソンからニクソンに円滑に引き継ぐことは可能だろうか。ニクソンが就任直後に暴露すれば民主党は再起不能になりかねないが、そのような危険を冒す必要があるのだろうか。
- なぜ、一般市民にもおかしいとわかる映像・理屈が存在しながら、世界中に数万〜数十万はいる各部門（写真、宇宙工学や放射線など）の専門家が、この点について数十年余り何も指摘しなかったのだろうか。
- もし月面での撮影がでっち上げだったとするのならば、NASAの関係者はどうして旗のような容易に人々に疑問を持たれるであろう映像・画像を、そのまま世に公開したのだろうか。それらをチェックし、撮り直すことは考えなかったのだろうか。
- 宇宙飛行士の月での活動がでっち上げであったと仮定すると、証拠捏造やその事実に関する隠蔽などにかかる諸経費も結果的には莫大なもの（これから先の未来永劫、隠滅のための工作を行い続けなければならなくなる）となり、アポロ計画の予算では到底収まらないものとなる。
- 有人のアポロ計画で持ち帰られた「月の石」は、ソ連が無人探査機で採取してきたものの約1,000倍もの量がある。これをでっち上げたとする場合、なぜ世界諸国の調査機関（東京大学なども含む）にこれらの石を渡したのであろうか。月の石の成分は地球の石のそれとは明らかに違う事が分析で判明しているし、ソ連の採取してきた月の石と比較すれば、すぐ捏造であることは分かってしまう。
- アポロ計画が捏造だったというのなら、なぜアポロ17号まで6回も月面着陸を行いそれが発覚するリスクを高め、更にはアポロ13号のような事故を引き起こす必要があったのだろうか。特にアポロ12号以降は、関心の低下もあって世間から中止すべきという意見が多く出てきており、（当初20号まで予定があったところを）17号まで実施しなくても打ち切りは容易であったはずである。そもそも11号の着陸に至るまでにデータ取得用として何度も打ち上げテストが繰り返されておりそれだけでも莫大な予算がかかっていることは容易に想像できる。莫大な予算を捏造のために掛けるくらいなら、初めから本気で月面着陸を試みた方がはるかに有用ではないのだろうか。アポロ計画で使用されたサターンV型ロケットや司令船は、その後のスカイラブ計画などにも流用されている。
- アポロ計画では月着陸船を小型化するため、着陸船下部の台座を月面に残している。探査装置のみならず、月面車や宇宙飛行士が記念品として多数の物品も置いて来たことも公に発表されている。もしそれらが捏造であれば、後年に月面の再探査が行われた際、これらのものが実在しないことは確実に判明する。本当に捏造であるならば、わざわざ月面にこれらの物品を残すようなストーリーの創作を行う必要があるだろうか。事実、LRO(Lunar Reconnaissance Orbiter)が、これらの残存物の撮影に成功している。
- アポロ計画の陰謀が事実であったとすれば何年持続するか、ポアソン分布を利用して計算した論文では、3年程度で陰謀が暴露されるという結果が出ている[35]。

### アポロ捏造説の支持・肯定を公に表明した著名人
- 大槻義彦（物理学者、早稲田大学名誉教授） - 前述した「ビートたけしの世界はこうしてダマされた!?」において支持を発言。月の石の成分は、上述したように地球の石の成分と本来は明らかに違うにもかかわらず、「アポロ11号の持ち帰った月の石の成分は地球の石とほとんど変わらず、アメリカの砂漠で拾ってきたものではないか」という主張をし、捏造と結論付けている。大槻は月着陸の事実については「科学者の立場上しがらみ等があるので、（月着陸していないとは）言えない」と明言を避けている。
- 窪塚洋介（俳優） - フジテレビ系「森田一義アワー 笑っていいとも!」にて。
- 桂小米朝（落語家） - 「小米朝流私的国際学（産経新聞コラム）」にて。後述の隠蔽説のような記述もあり、彼自身がどこまで本気で信じているのかは不明[36]（他にも、反米系陰謀論者がよく主張している2001年9月のアメリカ同時多発テロ自作自演説や、SARS陰謀論（某国生物兵器説）を思わせる記述がみられる[37]）。
- 副島隆彦（評論家、元常葉学園大学特任教授） - 自著『人類の月面着陸は無かったろう論』（前述）などにて。「人類の〜」後書きにて「アポロ11号の飛行士たちが月面着陸した確かな証拠があるなら絶筆する」と断言するほどの強い捏造説支持を表明している。LROの撮影した月面の写真でさえ「ワハハ、ゲラゲラ」とコメントして一切証拠として認めていない[38]。
- 芳賀正光（テレビプロデューサー） - 『アポロってほんとうに月に行ったの?』の著者[39]。
- 西原理恵子（漫画家） - 週刊新潮2011年7月14日号「週刊鳥頭ニュース」にて。
- 高須克弥（美容外科医） - と学会『トンデモ本の大世界』（アスペクト、2011年）262-267ページにて。なお同書によれば高須の長男はと学会の会員であり、父の見解に否定的とのこと。
- 船瀬俊介（ジャーナリスト） - 著書『知ってはいけない!?―消費者に隠された100の真実』において、上記の副島隆彦の説を肯定・支持している。
- ステフィン・カリー（バスケットボール選手） - 2018年12月、ポッドキャスト番組にて発言[40]。

## 遭遇隠蔽説
遭遇隠蔽説は、主にジョージ・アダムスキーらが、宇宙人とのコンタクトに成功したということを信奉している者の中から生まれた説である。アダムスキーは1952年、宇宙人の乗った空飛ぶ円盤と遭遇し、金星人や火星人とコンタクトをとったと主張したが、その中に「月には大気があり、裏面には都市も存在する」という証言があった。
なおこれらの根拠として、当時の宇宙飛行士のインタビューにおける証言を持ち出すものもいる。しかし実際には、発言内容を曲解したり、強引にこじつけてそのように解釈できるようにしたものが多く、中には実際に発言していないことをでっち上げ、実際の証言とは全く異なるものに仕立て上げたものもある。また「アポロが遭遇したUFO」や「月面上の人工建造物」が写っている、としている写真（否定的な解説については心霊写真とも共通点が多い）の多くもNASAが公開しているものや取り寄せたものであること、更にNASAなどが情報を隠蔽しているとするその話の情報源がNASAの公開しているものだったりするなど、明らかな矛盾を生じているという指摘も存在する（前述の捏造説と共通している部分）。
日本においては、矢追純一やコンノケンイチといった人物が、これを主張している。中には「ソ連も既に月まで人類を送っている」、「月面内部は空洞である」、「火星に既に人類が着陸している」といった説を主張する者もいる。
また、日本で上記の捏造説がテレビ朝日の番組で取り上げられるまで広まらなかったのは、日本のオカルト研究家がそれまでこれらの遭遇隠蔽説を主張しており、それと矛盾してしまうということが背景にあると、疑似科学・超常現象研究家でと学会員でもある皆神龍太郎は指摘している。実際、捏造説が広まった時もオカルト研究家たちは『ビートたけしの世界はこうしてダマされた!?』やオカルト雑誌『MU』などで、その間違いを指摘していた。
2011年、アメリカで映画「アポロ18」が公開された。17号で終了したはずのアポロ計画だが、極秘に18号が打ち上げられ、月面で未知の生物に遭遇するという内容のモキュメンタリー映画である。また同年の映画『トランスフォーマー/ダークサイド・ムーン』は、アポロ計画自体が月面に不時着した異星人(オートボット)の宇宙船の調査が目的であったという設定で、現代のシーンでバズ・オルドリン本人も出演している。

### 宇宙飛行士のその後
アポロ計画陰謀論の中には、地球周回ではなく月面着陸を果たした宇宙飛行士の劇的な性格の変化を理由として挙げるものもある。よく取り上げられる例として、帰還後のバズ・オルドリンがうつ病を患ったというものがあるが、宗教的な道へ進んだ人物も多い。
- エドガー・ミッチェル - アポロ14号月着陸船操縦士。1973年、非営利法人純粋理性研究所を設立。意識や霊媒の研究を支援した他、NASAの隠ぺいについて言及している。
- ジェームズ・アーウィン - アポロ15号月着陸船操縦士。退役後、ハイフライト基金キリスト福音教会所属牧師として布教活動に従事。
- チャールズ・デューク - アポロ16号の月着陸船パイロットを務めた後に、キリスト教徒となり、刑務所内の教会で熱心に活動している。